# 1974-es Vuelta ciclista a España
Az 1974-es Vuelta ciclista a España volt a 29. spanyol körverseny. 1974. április 23-a és május 12-e között rendezték. A verseny össztávja 2987 km volt, és 19 szakaszból állt. Végső győztes a spanyol José Manuel Fuente lett.

## Végeredmény
|    | Versenyző                | Csapat              | Idő           |
| -- | ------------------------ | ------------------- | ------------- |
| 1  | José Manuel Fuente       | Kas-Kaskol          | 86 óra 48' 18 |
| 2  | Joaquim Agostinho        | Bic                 | 11            |
| 3  | Miguel Maria Lasa        | Kas-Kaskol          | 1' 09         |
| 4  | Luis Ocana               | Bic                 | 1' 58         |
| 5  | Domingo Perurena         | Kas-Kaskol          | 4' 29         |
| 6  | José Antonio Gonzalez    | Kas-Kaskol          | 5' 56         |
| 7  | Jean Pierre Danguillaume | Peugeot-BP-Michelin | 6' 29         |
| 8  | José Luis Uribezubia     | Kas-Kaskol          | 6' 33         |
| 9  | Ventura Diaz             | Monteverde          | 8' 25         |
| 10 | Roger Swerts             | Ijsboerke           | 8' 28         |